# Torrazzo
Torrazzo – miejscowość i gmina we Włoszech, w regionie Piemont, w prowincji Biella.
Według danych na styczeń 2009 gminę zamieszkiwały 223 osoby przy gęstości zaludnienia 38,4 os./1 km².